# Lista de aeroportos da Argentina
Lista de aeroportos internacionaiss da Argentina, por localidade.
| CIDADE                  | PROVÍNCIA           | OACI | IATA | NOME DO AEROPORTO                                                            |
| ----------------------- | ------------------- | ---- | ---- | ---------------------------------------------------------------------------- |
| Alto Río Senguer        | Chubut              | SAVR | ARR  | Aeroporto Alto Río Senguer                                                   |
| Azul                    | Buenos Aires        | SAZA |      | Aeroporto Azul                                                               |
| Bahía Blanca            | Buenos Aires        | SAZB | BHI  | Aeroporto Comandante Espora                                                  |
| Bariloche               | Río Negro           | SAZS | BRC  | Aeroporto Internacional San Carlos de Bariloche (Ten. Luis Candelaria)       |
| Bolívar                 | Buenos Aires        | SAZI |      | Aeroporto Bolívar                                                            |
| Buenos Aires            | Capital federal     | SABE | AEP  | Aeroparque Jorge Newbery                                                     |
| Casilda                 | Santa Fe            |      | ILD  | Aeródromo Casilda                                                            |
| Catamarca               | Catamarca           | SANC | CTC  | Aeroporto Coronel Felipe Varela                                              |
| Ceres                   | Santa Fe            | SANW |      | Aeroporto Ceres                                                              |
| Chepes                  | La Rioja            | SACP |      | Aeroporto Chepes                                                             |
| Chilecito               | La Rioja            | SANO |      | Aeroporto Chilecito                                                          |
| Ciudad Perico           | Jujuy               | SASJ | JUJ  | Aeroporto Internacional Gobernador Horacio Guzmán                            |
| Colonia Catriel         | Río Negro           |      | CCT  | Aeroporto Colonia Catriel                                                    |
| Comodoro Rivadavia      | Chubut              | SAVC | CRD  | Aeroporto Internacional General Enrique Mosconi                              |
| Córdoba                 | Córdoba             | SACO | COR  | Aeroporto Internacional Ingeniero Ambrosio L.V. Taravella                    |
| Corrientes              | Corrientes          | SARC | CNQ  | Aeroporto Internacional Doctor Fernando Piragine Niveyro                     |
| Dolores                 | Buenos Aires        | SAZD | VDR  | Aeródromo de Dolores                                                         |
| El Bolsón               | Río Negro           |      |      | Aeroporto de el Bolsón                                                       |
| El Calafate             | Santa Cruz          | SAWC | FTE  | Aeroporto Internacional Comandante Armando Tola                              |
| Esquel                  | Chubut              | SAVE | EQS  | Aeroporto Brigadier General Antonio Parodi                                   |
| Ezeiza                  | Buenos Aires        | SAEZ | EZE  | Aeroporto Internacional Ministro Pistarini (Aeropuerto Internacional Ezeiza) |
| Formosa                 | Formosa             | SARF | FMA  | Aeroporto Internacional de Formosa                                           |
| General Alvear          | Mendoza             | SAMA | GVA  | Aeroporto de General Alvear                                                  |
| General Pico            | La Pampa            | SAZG | GPO  | Aeroporto General Pico                                                       |
| Junín                   | Buenos Aires        | SAAJ | JNI  | Aeroporto de Junín                                                           |
| Laboulaye               | Córdoba             | SAOL | COR  | Aeródromo de Labolaye                                                        |
| La Cumbre               | Córdoba             | SACC | LCM  | Aeroporto de La Cumbre                                                       |
| La Plata                | Buenos Aires        | SADL | LPG  | Aeroporto de La Plata                                                        |
| La Rioja                | La Rioja            | SANL | IRJ  | Aeroporto Capitán Vicente Almandos Amonacide                                 |
| Malargüe                | Mendoza             | SAMM | LGS  | Aeroporto Internacional Comodoro Ricardo Salomón                             |
| Mar del Plata           | Buenos Aires        | SAZM | MDQ  | Aeroporto Internacional Astor Piazolla                                       |
| Mendoza                 | Mendoza             | SAME | MDZ  | Aeroporto Internacional Governor Francisco Gabrielli                         |
| Necochea                | Buenos Aires        | SAZO | NEC  | Aeroporto Edgardo Hugo Yelpo                                                 |
| Neuquén                 | Neuquén             | SAZN | NQN  | Aeroporto Internacional Presidente Perón                                     |
| Olavarría               | Buenos Aires        | SAZF | OVR  | Aeroporto de Olavarría                                                       |
| Paraná                  | Entre Ríos          | SAAP | PRA  | Aeroporto General Justo José de Urquiza                                      |
| Paso de los Libres      | Corrientes          | SARL | AOL  | Aeroporto Internacional de Paso de los Libres                                |
| Posadas                 | Misiones            | SARP | PSS  | Aeroporto Internacional de Posadas Libertador General José de San Martín     |
| Puerto Iguazú           | Misiones            | SARI | IGR  | Aeroporto Internacional Cataratas del Iguazú                                 |
| Puerto Madryn           | Chubut              | SAVY | PMY  | Aeroporto El Tehuelche                                                       |
| Reconquista             | Santa Fe            | SATR | RCQ  | Aeroporto Daniel Jurkic                                                      |
| Resistencia             | Chaco               | SARE | RES  | Aeroporto Internacional de Resistencia                                       |
| Río Cuarto              | Córdoba             | SAOC | RCU  | Aeroporto Las Higueras                                                       |
| Río Gallegos            | Santa Cruz          | SAWG | RGL  | Aeroporto Internacional Piloto Civil Norberto Fernández                      |
| Río Grande              | Tierra del Fuego    | SAWE | RGA  | Aeroporto Internacional Gobernador Ramón Trejo Noel                          |
| Rosario                 | Santa Fe            | SAAR | ROS  | Aeroporto Internacional Rosario Islas Malvinas                               |
| Salta                   | Salta               | SASA | SLA  | Aeroporto Internacional de Salta Martín Miguel de Güemes                     |
| San Fernando            | Buenos Aires        | SADF | FDO  | Aeroporto de San Fernando                                                    |
| San Juan                | San Juan            | SANU | UAQ  | Aeroporto Domingo Faustino Sarmiento                                         |
| San Justo               | Buenos Aires        | SADS |      | Aeroporto de San Justo                                                       |
| San Luis                | San Luis            | SAOU | LUQ  | Aeroporto Brigadier Mayor Cesar Raúl Ojeda                                   |
| San Martín de Los Andes | Neuquén             | SAZY | CPC  | Aeroporto Chapelco                                                           |
| San Rafael              | Mendoza             | SAMR | AFA  | Aeroporto Internacional Suboficial Ayudante Santiago Germano                 |
| Santa Fé                | Santa Fé            | SAAV | SFN  | Aeropuerto de Sauce Viejo                                                    |
| Santa Rosa              | La Pampa            | SAZR | RSA  | Aeroporto Santa Rosa                                                         |
| Santa Teresita          | Buenos Aires        | SAZL | SST  | Aeroporto de Santa Teresita                                                  |
| Santiago del Estero     | Santiago del Estero | SANE | SDE  | Aeroporto Vicecomodoro Ángel de la Paz Aragonés                              |
| Tandil                  | Buenos Aires        | SAZT | TDL  | Aeroporto de Tandil                                                          |
| Tartagal                | Salta               | SAST | TTG  | Aeroporto de Tartagal                                                        |
| Trelew                  | Chubut              | SAVT | REL  | Aeroporto Almirante Marco Andrés Zar                                         |
| Tres Arroyos            | Buenos Aires        |      | OYO  | Aeroporto Municipal Primer Teniente Héctor Ricardo Volponi                   |
| Tucumán                 | Tucumán             | SANT | TUC  | Aeroporto Tenente General Benjamín Matienzo                                  |
| Ushuaia                 | Terra do Fogo       | SAWH | USH  | Aeroporto Internacional de Ushuaia - Malvinas Argentinas                     |
| Viedma                  | Río Negro           | SAVV | VDM  | Aeroporto Gobernador Edgardo Castello                                        |
| Villa Gesell            | Buenos Aires        | SAZV | VLG  | Aeroporto de Vila Gesell                                                     |
| Villa Reynolds          | San Luis            | SAOR | VME  | Aeroporto Villa Reynolds                                                     |